# Call of Duty: WWII
A Call of Duty: WWII egy 2017-es belső nézetes lövöldözős játék, amelyet a Sledgehammer Games fejlesztett és az Activision adott ki. A játék 2017. november 3-án jelent meg világszerte PlayStation 4-re, Windowsra és Xbox One-ra. Ez a Call of Duty sorozat tizennegyedik fő része, és az első olyan cím a szériában, amely elsődlegesen a második világháború idején játszódik a 2008-as Call of Duty: World at War óta.

## Játékmenet
A Call of Duty: WWII egy belső nézetes lövöldözős játék. Ellentétben a sorozat legutóbbi részeivel, eltávolítja az előző két Call of Duty-játékban jelen lévő fejlett mozgási rendszert, amely lehetővé tette a dupla ugrást és a falon futást. Ehelyett visszatér a sorozat hagyományos mozgásrendszeréhez, visszahozva az eredeti „boots on the ground” (azaz nem légi, földi harcot jelentő) játékmenetet. A játék tartalmaz egy korlátlan sprintelési mechanikát, amely már az előző két részben is jelen volt. A „slide” (csúszás) mozgásmechanika helyett – amely lehetővé tette a játékos számára, hogy gyorsan végigcsússzon a talajon – a WWII egy „hit-the-deck” nevű mozdulatot használ, amely során a játékos előreugorhat, és a földre vetheti magát, hogy gyorsan fedezékbe kerüljön. Ez hasonló a korábbi „dolphin dive” mechanikához, amely megtalálható volt a Treyarch-féle Call of Duty: Black Ops és Call of Duty: Black Ops II játékokban. A WWII az első rész és a Call of Duty 2: Big Red One óta az első olyan cím, amely nem tartalmaz automatikus egészségregenerációt a kampány során. Ehelyett a játékosoknak egészségcsomagokat kell keresniük a pályákon elszórva, vagy a szanitéc osztagtársuk segítségére kell hagyatkozniuk, aki ellátja őket gyógyító csomaggal. Az osztag más tagjai lőszerrel, gránátokkal, aknavető-támogatással segíthetik a játékost, illetve képesek ellenségeket is felderíteni és sziluett formájában láthatóvá tenni azok helyzetét. A kampány bizonyos részein az ellenséges katonák elfoghatók, a sebesült szövetségesek pedig biztonságos helyre vonszolhatók. Néhány szakaszban a játékos járműveket is irányíthat. A Call of Duty: WWII többjátékos módját a 2017-es E3 rendezvényen mutatták be, amelyet június 13–15. között tartottak. A Sledgehammer Games olyan új funkciókat jelentett be, mint az új társas közösségi tér, a Headquarters, a Divisions rendszer, a War Mode, valamint a visszatérés a „boots-on-the-ground” (hagyományos, földi) játékmenethez. Azok a játékosok, akik előrendelték a játékot, meghívást kaptak egy zárt bétatesztre, amely először PlayStation 4-re jelent meg, majd később más platformokon is elérhetővé vált. Az online többjátékos mérkőzések során a játékosokat véletlenszerűen osztják be a szövetségesek vagy a tengelyhatalmak oldalára. Ami ez utóbbit illeti, Glen Schofield, a Sledgehammer társalapítója és stúdióvezetője így nyilatkozott: „Mi különbséget teszünk az SS és a német reguláris hadsereg között is”, majd hozzátette: „Ez egy fontos különbségtétel, amelyet a németek a mai napig megtesznek – különválasztják a hadsereget a náciktól. Mi is ügyeltünk arra, hogy ezt a különbséget a játékban is megjelenítsük, hogy a német katonák a kötelességüket teljesítették.” Jörg Friedrich, a Through the Darkest of Times egyik fejlesztője kritikával illette ezt a döntést, mondván, hogy ezzel a játék a „tiszta Wehrmacht” mítoszát terjeszti – egy hamis revizionista állítást, miszerint a reguláris Wehrmacht-erők, szemben a Waffen-SS-sel, nem vettek részt háborús bűncselekményekben, és nem voltak felelősek a holokausztért. A Call of Duty: WWII tartalmazza a Headquarters (Főhadiszállás) módot is, amely egyfajta közösségi térként szolgál a játékosok számára. Ez a hub a normandiai Omaha Beach-en kapott helyet, három nappal a partraszállás után, amikor a szövetséges erők visszafoglalták a partszakaszt, és bázissá alakították azt. Egyszerre akár 48 játékos is tartózkodhat a Headquarters területén, ahol különféle tevékenységekben vehetnek részt.

## Cselekmény
|  | Alább a cselekmény részletei következnek! |

1944. június 6-án Ronald "Red" Daniels (Brett Zimmerman), az Egyesült Államok hadseregének közlegénye az 1. gyaloghadosztály kötelékében részt vesz Omaha Beach ostromában az normandiai partraszállás részeként. Vele együtt harcol: Robert Zussman közlegény (Jonathan Tucker), Frank Aiello (Jeff Schine), Drew Stiles közlegény (Kevin Coubal), valamint a durva modorú, alkoholista William Pierson műszaki őrmester (Josh Duhamel) és Joseph Turner főhadnagy (Jeffrey Pierce). A csata során Zussmant megszúrja egy német katona, de Daniels biztonságba húzza, így túléli a sérülést. Július 25–26-án a szakasz a 745. harckocsizászlóaljhoz csatlakozva részt vesz a Cobra-hadműveletben, és felszabadítják Marigny városát. Daniels ekkor tudja meg, hogy Piersont korábban lefokozták, mert felelőtlenül vezette embereit a halálba a Kasserine-hágónál vívott csatában. Augusztus 20-án Davis ezredes (Matt Riedy) parancsot ad a szakasznak, hogy hajtsanak végre egy közös műveletet a brit Különleges Műveletek Parancsnokság (SOE) két tisztjével, Arthur Crowley-val (David Alpay) és Vivian Harris-szel (Helen Sadler). A cél: elfogni és megsemmisíteni egy német páncélvonatot, amely V-2 rakétákat szállít. A művelet során találkoznak a francia ellenállás tagjával, Camille "Rousseau" Denis-szel (Bella Dayne). Augusztus 25-én Rousseau és Crowley beszivárognak egy német helyőrségbe Párizsban, hogy robbanóanyagokat szerezzenek a szakasz közelgő támadásához. Rousseau robbanóanyagot helyez el a bejáratnál, majd megöli Heinrich gestapós tisztet (J. Paul Boehmer), miután az felismeri valódi kilétét. Ez lehetővé teszi, hogy a szakasz felszabadítsa Párizst. Október 18-án a szakasz megtámadja Aachen városát, a műveletet Augustine Pérez (Christian Lanz) szakaszvezető harckocsiparancsnok segítségével. Egy hotel felszabadítása után civileket találnak a pincében, és bár Pierson tiltakozik, Turner hadnagy elrendeli az evakuálásukat. Daniels megment egy kislányt, Annát (Lilith Max), de amikor a civileket egy teherautóval menekítik, német katonák tüzet nyitnak, megölve Anna nővérét, Ericát. Pierson a támadás ellenére védelem nélkül továbbküldi a teherautót. November 14-én a szakasz parancsot kap a 493-as magaslat elfoglalására a Hürtgeni erdei csata során. Pierson és Zussman előrenyomulnak, miközben Daniels és Turner fedezik őket – azonban hamarosan kiderül, hogy Pierson korai támadást rendelt el, így Turner emberei kénytelenek bekapcsolódni. A szakasz megsemmisíti az ágyúállásokat, de egy Tiger II-es német harckocsi támad rájuk. Daniels megsebesül, miközben megpróbálja megsemmisíteni a tankot, és Turner feláldozza magát, hogy megmentse őt és fedezze az egység visszavonulását. A tragédia után Pierson veszi át a szakasz vezetését, és előlépteti Danielst tizedessé. 1944. december 25-én, az ardenneki offenzíva során a szakaszt bekerítik a németek. Egy afroamerikai harci mérnök, Howard (Russell Richardson) segít nekik kapcsolatot teremteni a légi támogatással. December 27-én Daniels hírszerzési információt szerez egy német hadifogolytól, miszerint a németek fel akarják robbantani a remageni hidat, amely az utolsó épen maradt átkelő a Rajnán. Miután a szakasz megsemmisíti az úton lévő robbanószereket, megtámadják a közeli német légibázist, hogy a megmaradt robbanóanyagokat is elpusztítsák. Az akció kudarcba fullad, és Zussmant elfogják. Daniels megszegi Pierson parancsát, és megpróbálja üldözni a teherautót, amely Zussmant viszi, de megsebesül és nem jár sikerrel. Pierson kirúgja őt a szakaszból, miközben Zussmant egy koncentrációs táborba szállítják. Daniels Bronzcsillagot kap a német tervek felderítéséért, és felajánlják neki a leszerelés lehetőségét, hogy hazatérhessen terhes feleségéhez. Daniels azonban elutasítja a lehetőséget, mivel mindenáron meg akarja menteni Zussmant. Felépülése során Davis ezredestől megtudja, hogy Pierson a Kasserine-hágói csata után lett lefokozva, mivel parancsmegtagadás miatt egy teljes szakasza odaveszett. Daniels szembesíti Piersont a történtekkel, aki beismeri az igazat, és engedélyezi, hogy Daniels visszatérjen a szakaszhoz. 1945. március 7-én a szakasz elfoglalja a Rajna utolsó épen maradt hídját. Ezt követően Németország belsejébe vonulnak, hogy Zussman nyomára bukkanjanak. Végül elérik a Bergai koncentrációs tábort, amelyet már elhagytak; az ottani túlélőket halálmenetre küldték. Daniels megtalálja és megmenti Zussmant. A háború európai befejeződése után Daniels elhagyja a szakaszt, és hazatér Texasba, ahol újraegyesül a feleségével és újszülött fiával. Ezt követően meglátogatja idősebb bátyja, Paul (Chris Browning) sírját, aki gyermekkorukban halt meg, miután egy farkastámadás során Daniels nem volt képes elsütni a fegyverét. Daniels a kitüntetését a sírra helyezi, ezzel is megemlékezve bátyja emlékéről és saját útjának lezárásáról.
|  | Itt a vége a cselekmény részletezésének! |

## Fejlesztés
A Call of Duty: World War II a Call of Duty sorozat második játéka, amelyet a Sledgehammer Games fejlesztett, és a negyedik cím, amely az Activision hároméves fejlesztési ciklusának keretében készült. Ez a rendszer lehetővé teszi, hogy minden játék hosszabb, alaposabb fejlesztési időt kapjon. A Sledgehammer első ilyen címe a Call of Duty: Advanced Warfare volt. Egy, a 2014-es Advanced Warfare megjelenésekor készült interjúban, a Metro nevű lap kérdezte meg Michael Condrey-t, a Sledgehammer egyik alapítóját, hogy szerinte milyen irányba mehetne a következő Call of Duty a helyszínt illetően. Condrey így válaszolt: „Néhány kedvenc alkotásom a második világháború idején játszódik. Nagy rajongója vagyok például a Az elit alakulat sorozatnak. Az egy hősies háború volt, talán az utolsó, amelyet valóban nemes ügyként ismertek el. Szóval igen, szerintem egy új generációs játék a mai produkciós értékekkel és technikai lehetőségekkel, egy Az elit alakulathoz hasonló világháborús környezetben elképesztő lenne.” Majd hozzátette: „Na de hogy hogyan működne mindez a játékmenet és a multiplayer szempontjából a mozgásrendszer megújulása után, amit az Advanced Warfare hozott be… hát, ez már egy nehezebb kérdés.” A WWII egyébként a Sledgehammer saját fejlesztésű motorjának továbbfejlesztett változatán fut, amelyet eredetileg a Call of Duty: Advanced Warfare-hez készítettek. Ez a technikai háttér biztosította a játék filmes látványvilágát és részletes, valósághű környezeteit.

## Fogadtatás
| Összegzőoldal | Értékelés |
| ------------- | --------- |
| Metacritic    | 79/100    |

| Szerző        | Értékelés |
| ------------- | --------- |
| Destructoid   | 7/10      |
| Edge          | 7/10      |
| EGM           | 8,5/10    |
| Game Informer | 8,75/10   |
| GameSpot      | 9/10      |
| GamesRadar+   | 4/5       |
| Giant Bomb    | 3/5       |
| IGN           | 8/10      |
| PC Gamer (US) | 70/100    |
| Polygon       | 7/10      |

A Call of Duty: WWII „általánosságban kedvező” értékeléseket kapott a kritikusoktól a Metacritic értékelőgyűjtő oldal szerint.
Miguel Concepcion, a GameSpot újságírója 9/10-re értékelte a Call of Duty: WWII-t. Írásában a kampányt „meghatónak” nevezte, amely „tiszteleg a csatatéren kialakuló és megerősödő bajtársiasság előtt”, és kiemelte a „jól kidolgozott mellékszereplőket” is. Továbbá dicsérte a játék kiváló látványvilágát és hangdizájnját, amelyek szerinte erőteljesen hozzájárulnak az élményhez.
Miranda Sanchez, az IGN kritikusa 8/10-re értékelte a Call of Duty: WWII-t. Pozitívan értékelte a kampányt, amely szerinte „emberibb nézőpontot kínál, mint amit az elmúlt években megszoktunk”, és változatos, érdekes karaktereket mutat be. Ugyanakkor kritizálta egyes akciójeleneteket, amelyek szerinte ellentmondanak a játék komoly hangvételének, valamint több ismétlődő és frusztráló küldetést is kiemelt. A Zombies módot a játék legerősebb részének nevezte, amely szerinte „jutalmazó egyensúlyt” kínál a keményvonalas rajongók és az alkalmi játékosok számára egyaránt. Viszont megjegyezte, hogy az élmény romlik, ha más játékosokkal kell együtt játszani, például a koordináció hiánya vagy a közösségi élmény zavaró elemei miatt.

## Díjak, elismerések
| Év   | Díj                                                   | Kategória                                                        | Eredmények |
| ---- | ----------------------------------------------------- | ---------------------------------------------------------------- | ---------- |
| 2017 | Golden Joystick Awards                                | Legjobban várt játék                                             | Jelölve    |
| 2017 | The Game Awards                                       | Legjobb multiplayer                                              | Jelölve    |
| 2017 | Game Critics Awards                                   | Legjobb akció játék                                              | Jelölve    |
| 2017 | Game Critics Awards                                   | Legjobb online multiplayer                                       | Jelölve    |
| 2017 | Titanium Awards                                       | Legjobb akció játék                                              | Jelölve    |
| 2018 | Guild of Music Supervisors Awards                     | A legjobb zenei felügyelet videójátékban                         | Jelölve    |
| 2018 | Visual Effects Society Awards                         | Kiemelkedő vizuális effektek egy valós idejű projektben          | Jelölve    |
| 2018 | D.I.C.E. Awards                                       | Az év akció játéka                                               | Jelölve    |
| 2018 | D.I.C.E. Awards                                       | Kiemelkedő teljesítmény online játékmenetben                     | Jelölve    |
| 2018 | D.I.C.E. Awards                                       | Kiemelkedő teljesítmény eredeti zeneszerzésben                   | Jelölve    |
| 2018 | National Academy of Video Game Trade Reviewers Awards | Kamerarendezés játékmotorban                                     | Jelölve    |
| 2018 | Italian Video Game Awards                             | Közönségdíj                                                      | Jelölve    |
| 2018 | SXSW Gaming Awards                                    | Kivállóság hangefektekben                                        | Jelölve    |
| 2018 | SXSW Gaming Awards                                    | Az év eSport játéka                                              | Jelölve    |
| 2018 | Game Audio Network Guild Awards                       | Az év zenéje                                                     | Elnyerte   |
| 2018 | Game Audio Network Guild Awards                       | Az év hangdizájnja                                               | Elnyerte   |
| 2018 | Game Audio Network Guild Awards                       | Legjobb eredeti zenei album                                      | Elnyerte   |
| 2018 | Game Audio Network Guild Awards                       | Legjobb interaktív zene                                          | Elnyerte   |
| 2018 | Game Audio Network Guild Awards                       | Legjobb eredeti hangszeres produkció ("A Brotherhood of Heroes") | Elnyerte   |
| 2018 | Game Audio Network Guild Awards                       | Legjobb videójáték-hanggal foglalkozó cikk, kiadvány vagy műsor  | Elnyerte   |
| 2018 | Game Audio Network Guild Awards                       | Legjobb átvezető hanganyag                                       | Jelölve    |
| 2018 | British Academy Games Awards                          | Legjobb hangteljesítmény                                         | Jelölve    |
| 2018 | ASCAP Composers' Choice Awards                        | 2017-es ASCAP videójáték év zenéje                               | Jelölve    |
| 2018 | BBC Radio 1's Teen Awards                             | Legjobb játék                                                    | Jelölve    |
| 2018 | Golden Joystick Awards                                | Legjobb kompetitív játék                                         | Jelölve    |
| 2018 | Golden Joystick Awards                                | Az év eSport játéka                                              | Jelölve    |

## Fordítás
Ez a szócikk részben vagy egészben  a   Call of Duty: WWII című angol Wikipédia-szócikk ezen változatának fordításán alapul.  Az eredeti cikk szerkesztőit annak laptörténete sorolja fel. Ez a jelzés csupán a megfogalmazás eredetét és a szerzői jogokat jelzi, nem szolgál a cikkben szereplő információk forrásmegjelöléseként.